# Carlton-Club-Bombenattentat
Das Carlton-Club-Bombenattentat war ein Bombenanschlag der Provisional IRA auf den Carlton Club, einen Londoner Gentlemen’s Club, dessen Mitglieder traditionell der Conservative Party nahestehen bzw. angehören.
Die Bombe detonierte am Morgen des 26. Juni 1990 vor dem Club, zerstörte Fensterscheiben und brachte Teile der Halle zum Einsturz. Der Portier des Clubs wurde getötet und 20 weitere Menschen wurden verletzt; der ehemalige konservative Politiker Baron Kaberry of Adel starb ein Jahr später auch an den Folgen seiner erlittenen Verletzungen. Premierministerin Margaret Thatcher traf kurz darauf im Club ein und sprach den Angehörigen ihr Beileid aus.
In einem veröffentlichten Schreiben berief sich die Provisional IRA auf den Bombenanschlag auf das Grand Hotel in Brighton im Jahr 1984 und äußerte, man bringe den Terror erneut direkt zu denen, die die britische Armee in Nordirland belassen würden. Der Terroranschlag war Teil einer neuen Anschlagswelle, die im Frühjahr des gleichen Jahres begonnen und zuvor bereits zwei Todesopfer gefordert hatte. Der Anschlag löste Empörung in der Öffentlichkeit aus, da der Carlton Club kein militärisches, sondern ein rein ziviles Ziel darstellte. Wenige Wochen später folgte ein weiterer Bombenanschlag auf die London Stock Exchange.